# Hôtel de Guénégaud
El Hôtel de Guénégaud  es una mansión privada en el Marais, construida en 1652 y 1653 por François Mansart, la única construida por este famoso arquitecto que sobrevive hoy en su totalidad. está situado en el 60 de rue des Archives III distrito de París.

## Descripción
Es el ejemplo perfecto de hotel parisino de mediados del siglo XVII, consta de un edificio principal entre el patio y el jardín, dos alas a su vez y un edificio que da a la calle. Es de una gran sobriedad y ha con  conservado, en su ala sur, su admirable gran escalera de piedra, consistente en un doble tramo recto de escalones, continuado hasta el suelo por escalones curvos dispuestos en arco.
Está clasificado como monumento histórico desde 15 de juin de 1962.

## Historia

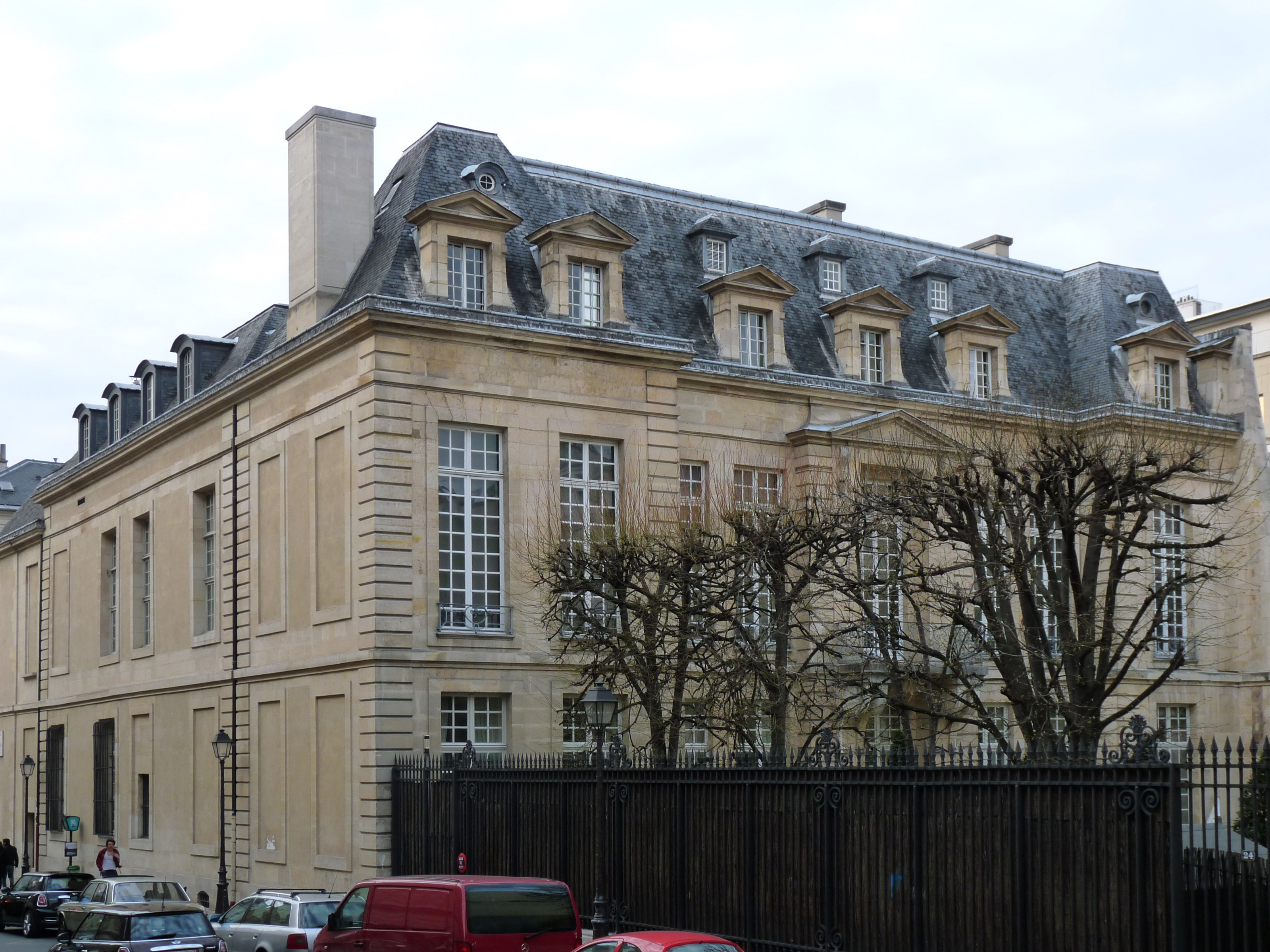
Lado del jardín.

Se encuentra en un terreno que fue, en el XVI y principios XVII , propiedad de las familias Gentien y luego Le Beauclerc, con una casaen el. En 1644,fue comprado por Charles Coiffier, barón d'Orvilliers, superintendente de Minas de Francia, y su esposa, que lo vendió en 1647 a Jean-François de Guénégaud, señor des Brosses, maestro de cuentas, y su segunda esposa, Marie Gargan Entre 1652 y 1653, este último construyó hizo que  el arquitecto François Mansart edificase el edificio actual.
En 1667, Jean-François de Guénégaud murió aquí y fue heredado por su hijo, Claude de Guénégaud.
Comisionado del Rey en los Estados de Languedoc en 1672, luego embajador extraordinario en Portugal, de 1673 a 1681, este último fue apartado de París por sus funciones y alquiló el hotel a Pierre Louis Reich de Penautier, síndico general del Clero de Francia. .
Fue ocupado por Claude de Guénégaud antes de ser vendido en 1703 a Jean Romanet, Síndico General de Finanzas en Auvernia, luego Granjero General . Hizo redecorar gran parte de los espacios interiores del hotel al día, con la instalación de boiserie, trumeaux, chimeneas.
A la muerte de Jean Romanet, en 1719, pasó a su nieta, Chartlotte Rosalie de Romanet, casada en 1751 con François Martial de Choiseul Beaupré, Menin du Dauphin, y fallecida en 1753. Su marido vivió aquí hasta 1766, cuando lo vendió a François Thiroux d'Epersenne.
Coleccionista de arte, se instaló en el hotel, donde inició su trabajo, interrumpido por su muerte en 1767. Durante más de un siglo, el hotel permaneció en manos de su familia, que lo ocupó hasta 1842.
Desde mediados del XIX, fue alquilado a varios ocupantes, una institución educativa, un taller de bronce, luego un taller de orfebrería. Su jardín y un lado de su patio están cubiertos de talleres. Fue vendido en 1895 por la familia Thiroux y solo recibió un mantenimiento básico.
Incluido en el inventario complementario de Monumentos Históricos en 1929, fue retirado de él cuatro años después y luego devuelto a él en 1945.
Poco mantenido, se deterioró y, ante el coste de una profunda restauración, su propietario, a finales de la década de 1950, consideró su derribo total.
Gracias a André Malraux, entonces Ministro de Cultura, fue clasificado como Monumento Histórico en 1962 y adquirido por la ciudad de París. Es uno de los primeros hoteles en ser restaurado como parte de los planes de salvaguardia de Marais decididos por André Malraux.
En 1964, la ciudad de París lo arrendó, en virtud de un contrato de arrendamiento enfitéutico de 99 años, a la Fundación de la Maison de la Chasse et de la Nature, con la condición de que llevara a cabo allí los trabajos de restauración. Su rescate y puesta en valor se llevarán a cabo gracias al patrocinio de François y Jacqueline Sommer. En febrero de 1967, el museo fue inaugurado por André Malraux.
Desde entonces, alberga la sede de la Fundación Maison de la Chasse et de la Nature, de François y Jacqueline Sommer, y un club privado, el Club de la Chasse et de la Nature.
El Musée de la Chasse et de la Nature, también instalado aquí después de su restauración, se ha ampliado desde 2007 al contiguo Hôtel de Mongelas, adquirido a tal efecto en 2002 por la Fondation de la Maison de la Chasse et de la Nature. Desde esta operación, los dos hoteles se están comunicando.

### Evocación literaria
Es probablemente el Hôtel de Niorres donde Ernest Capendu sitúa la acción de su novela homónima: "En 1775, frente a este magnífico Hôtel de Soubise, que desde entonces se ha convertido en el Hôtel des Archives, y ocupando el centro del lado derecho de la rue du Chaume, se levantaba una residencia suntuosa, pero cuyo aspecto general ofrecía algo severo y triste a la vista. Dos pabellones, dos alas que daban a la calle, a cada lado de la maciza puerta de entrada, conectaban, al final de un amplio patio, con el cuerpo del edificio principal, un edificio muy bello construido en piedra y ladrillo, en "la estilo de los edificios" que rodean la Place Royale y que recuerdan al reinado de Luis XIII. El tiempo había vuelto marrones los ladrillos y negras las piedras. Dos plantas de enormes ventanales que revelaban la majestuosa altura de las estancias interiores recorrían estas dos alas y este gran edificio. Un tejado de pizarra afilada cubría el conjunto y contribuía no poco a dar un aspecto lúgubre a esta vivienda a todas luces señorial. Ernest Capendu "El hotel de Niorres T1" 1861

### Acceso
La entrada está restringida a los socios del club.
Esta servido por las estaciones de metro Arts et Métiers y Filles du Calvaire .